# Нью-М'юнік (Міннесота)
Нью-М'юнік (англ. New Munich) — місто (англ. city) в США, в окрузі Стернс штату Міннесота. Населення — 356 осіб (2020).

## Географія
Нью-М'юнік розташований за координатами 45°37′51″ пн. ш. 94°45′9″ зх. д. / 45.63083° пн. ш. 94.75250° зх. д. (45.630833, -94.752546).  За даними Бюро перепису населення США в 2010 році місто мало площу 1,36 км², уся площа — суходіл.

## Демографія
Згідно з переписом 2010 року, у місті мешкало 320 осіб у 124 домогосподарствах у складі 83 родин. Густота населення становила 236 осіб/км².  Було 140 помешкань (103/км²).
Расовий склад населення:
| - 100,0 % — білих |

До двох чи більше рас належало 0,0 %. Частка іспаномовних становила 0,0 % від усіх жителів.
За віковим діапазоном населення розподілялося таким чином: 26,6 % — особи молодші 18 років, 54,6 % — особи у віці 18—64 років, 18,8 % — особи у віці 65 років та старші. Медіана віку мешканця становила 39,5 року. На 100 осіб жіночої статі у місті припадало 105,1 чоловіків;  на 100 жінок у віці від 18 років та старших — 109,8 чоловіків також старших 18 років.
Середній дохід на одне домашнє господарство  становив 53 595 доларів США (медіана — 48 125), а середній дохід на одну сім'ю — 59 863 долари (медіана — 53 125). Медіана доходів становила 44 583 долари для чоловіків та 30 000 доларів для жінок. За межею бідності перебувало 20,5 % осіб, у тому числі 30,3 % дітей у віці до 18 років та 28,1 % осіб у віці 65 років та старших.
Цивільне працевлаштоване населення становило 170 осіб. Основні галузі зайнятості: виробництво — 19,4 %, роздрібна торгівля — 18,2 %, освіта, охорона здоров'я та соціальна допомога — 18,2 %.